# Połczyn-Zdrój
Połczyn-Zdrój là một thị trấn thuộc huyện Świdwiński, tỉnh Zachodniopomorskie ở tây-bắc Ba Lan. Thị trấn có diện tích 8 km². Đến ngày 1 tháng 1 năm 2011, dân số của thị trấn là 8372 người và mật độ 1160 người/km².